# Storia del Camerun
La Repubblica del Camerun esiste come nazione indipendente dal 1960. In precedenza, la regione fu sede di un regno bantu, colonia tedesca, colonia britannica e anglo-francese.

## Camerun precoloniale

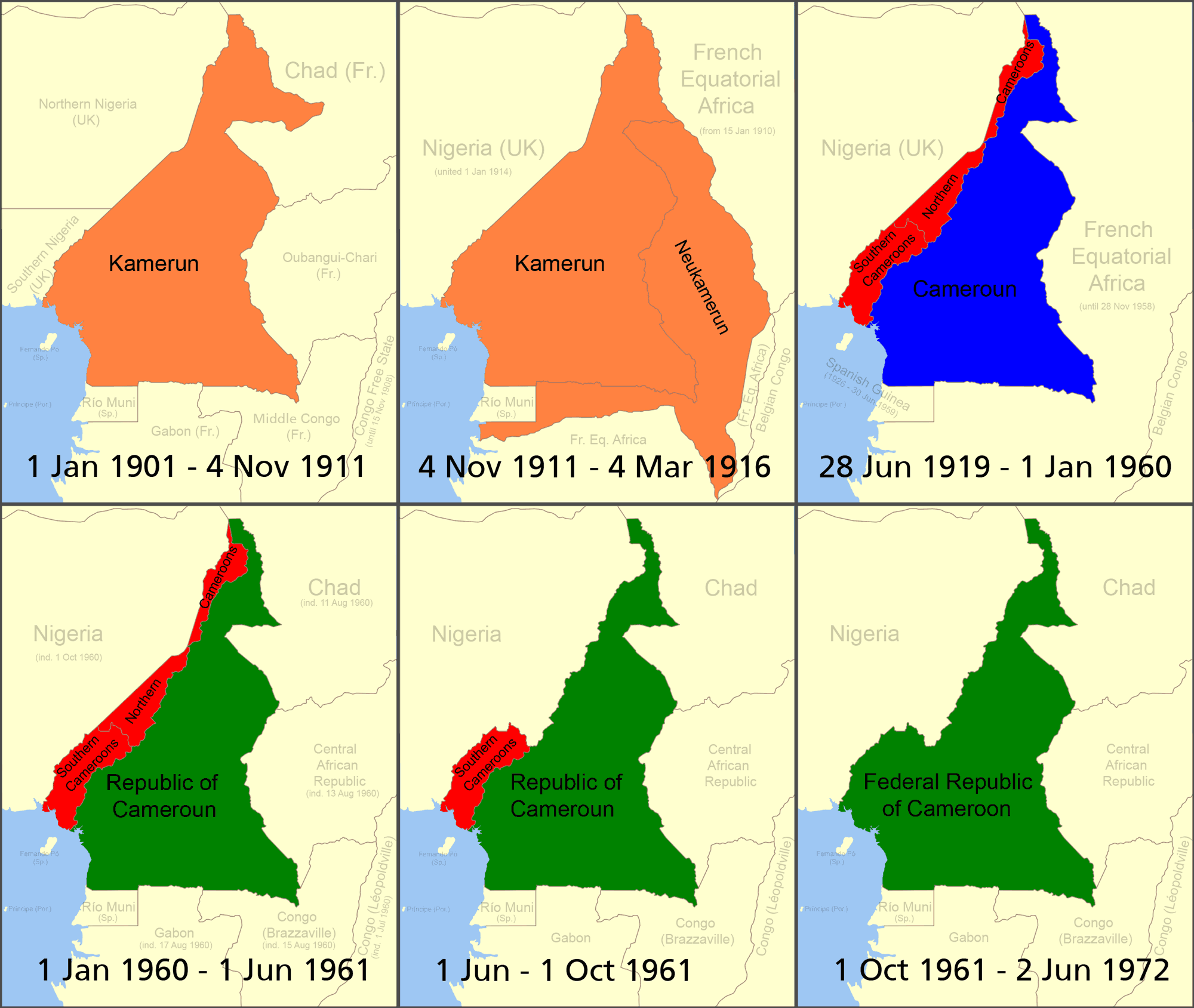
Evoluzione dei confini del Camerun

Ritrovamenti archeologici dimostrano che il Camerun fu abitato almeno dal Neolitico. I primi abitanti del Camerun furono probabilmente i pigmei, che abitano ancora nelle foreste del sud-est del paese. A partire dal VI secolo circa si susseguirono nell'area una serie di regni di diverse origini, su molti dei quali si hanno poche conoscenze storiche. Intorno al VI secolo si sviluppò intorno al Lago Chad la civiltà Sao; soppiantata poi dall'impero Kanem-Bornu; nell'ovest seguirono diversi regni, tra cui quelli di Bamiléké, Bamum e Tikar. Di origine bantu fu il potente regno Mandara, sviluppatosi nella regione dei monti omonimi intorno al XVI secolo; a testimonianza della grandezza di questo regno restano una serie di imponenti fortificazioni, chiamate fortezze di Mandara, la cui datazione esatta e la cui funzione è ancora in gran parte ignota.
I portoghesi giunsero sulle coste del Camerun già nel 1472; a loro si deve la parola "Camerun", da Rio dos Camarões, "fiume dei gamberetti", nome con cui battezzarono il fiume Wouri. La forte presenza di malaria costrinse i portoghesi ad allontanarsi e impedì per diversi secoli la creazione di insediamenti europei stabili.
Negli anni 1870, con l'avvento del chinino (un farmaco antimalarico), gli Europei tornarono sulle coste del Camerun, e iniziarono a creare basi costiere per il commercio marittimo di beni e tratta degli schiavi africani. Soprattutto la parte settentrionale dell'odierno Camerun era un centro importante della rete di commercio degli schiavi, controllata dai musulmani. Nello stesso periodo, i missionari cristiani iniziarono a diventare una presenza significativa nella zona.
A cavallo fra il XVIII secolo e il XIX secolo il territorio dell'odierno Camerun fu occupato dal popolo islamico dei Fulani guidati da Modibo Adama, che sottomisero o scacciarono gli indigeni non musulmani. Adama fondò l'emirato, vassallo del califfato.

## Colonizzazione tedesca

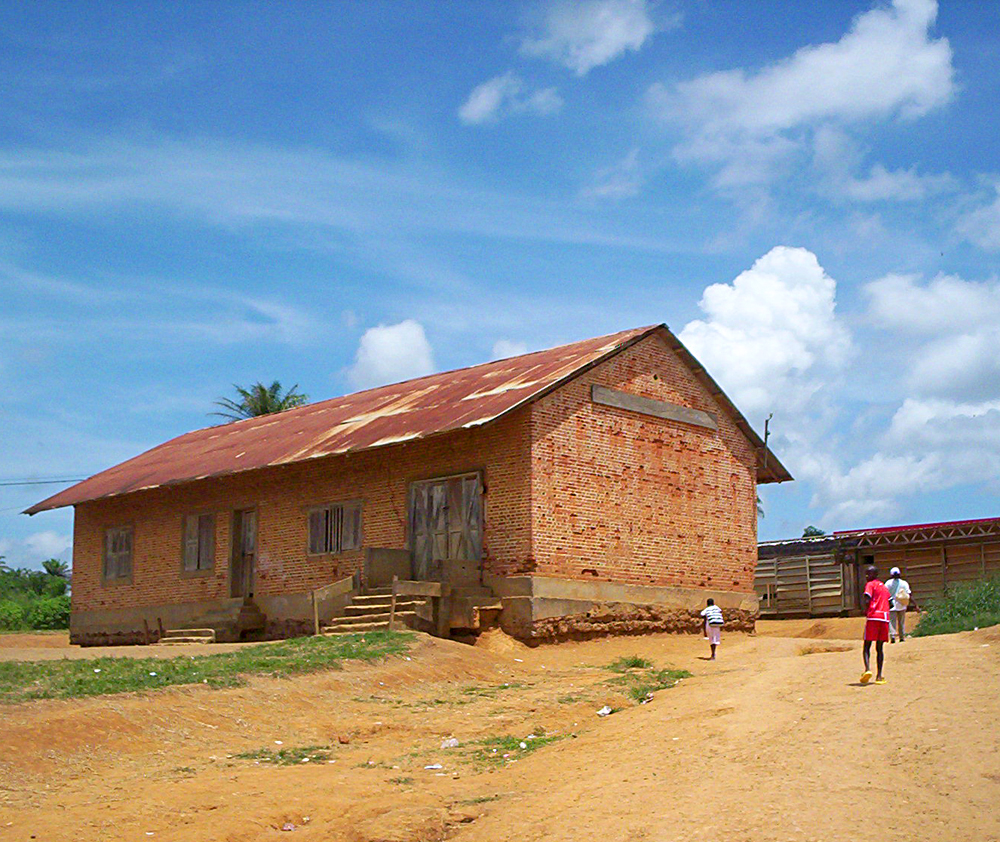
Edificio tedesco ad Ambam, ora usato come scuola

Nella seconda metà del XIX secolo i tedeschi iniziarono la colonizzazione della regione, giungendo a controllare tutto il territorio dell'odierno Camerun e parte di quello degli stati odierni confinanti. La colonia ebbe nome Kamerun, e la sua capitale fu collocata prima a Buéa e poi a Yaoundé.
Il governo imperiale tedesco fece forti investimenti sullo sviluppo dell'agricoltura e la creazione di infrastrutture in Camerun, realizzando tra l'altro un sistema ferroviario relativamente vasto, un grande ponte sul Sanaga, e numerosi ospedali, tra cui uno a Douala specializzato in malattie tropicali. Queste opere di modernizzazione della regione furono realizzate facendo un uso estensivo del lavoro forzato e altre pratiche coercitive nei confronti degli indigeni.

## Dominio anglo-francese
Nel 1914, durante la prima guerra mondiale gli inglesi iniziarono l'invasione del Camerun dalla Nigeria. L'ultimo forte tedesco capitolò nel febbraio del 1916. Dopo la fine della guerra, l'ex colonia tedesca fu divisa fra inglesi e francesi, secondo quanto previsto da un mandato della Società delle Nazioni del 28 giugno 1919. La porzione francese era quella più ampia, e aveva capitale Yaoundé; la parte inglese si estendeva dalla Nigeria al Lago Ciad e aveva capitale a Lagos.
L'amministrazione francese mantenne molti tratti di quella tedesca; furono fatti nuovi investimenti sulle strutture (anche in questo caso facendo uso di lavoro forzato), e il prodotto lordo della colonia aumentò ulteriormente, soprattutto nelle zone di Douala, Foumban, Yaoundé e Kribi.
Gli inglesi furono meno presenti, concentrando i propri interessi nella zona in Nigeria (cosa che fece parlare del Camerun inglese come di una "colonia di una colonia"). Le vaste piantagioni realizzate durante la dominazione tedesca furono lasciate al controllo di amministratori tedeschi fino a dopo la seconda guerra mondiale.
Nel 1946, il mandato della Società delle Nazioni fu riconfermato dalle Nazioni Unite, ma (soprattutto nel Camerun francese) la questione dell'indipendenza iniziò a essere uno dei principali argomenti del dibattito politico.

## Indipendenza
Il principale movimento politico a favore dell'indipendenza del Camerun francese, l'Unione dei Popoli del Camerun (UPC), di ispirazione socialista, fu dichiarato illegale dall'amministrazione francese nel 1955. I militanti dell'UPC, principalmente di etnie Bamiléké e Bassa, presero le armi, iniziando un lungo periodo di guerriglia, durante il quale il capo dell'UPC Ruben Um Nyobé fu assassinato. In ogni caso, nel 1960 la Francia rinunciò alle proprie pretese sulla zona, dichiarando la nuova e indipendente Repubblica del Camerun. L'anno successivo si tennero nel Camerun inglese una serie di referendum per stabilire il futuro della colonia, in vista dell'indipendenza. La parte settentrionale della colonia chiese di unirsi alla Nigeria, mentre la parte meridionale votò per confluire nella Repubblica del Camerun.
All'interno della Repubblica del Camerun, le parti ex-francese ed ex-inglese mantennero un elevato grado di autonomia, costituendosi in una federazione.
Ahmadou Ahidjo (un Fulani di lingua francese) fu eletto come primo Presidente del Camerun nel 1961. L'indipendenza non aveva posto fine alle azioni di guerriglia dell'UPC, che non riconosceva il nuovo governo, e nel 1966 Ahidjo dichiarò fuorilegge tutti i partiti tranne il suo, la Cameroon National Union (CNU). L'UPC fu sconfitta definitivamente nel 1970, ma Ahidjo mantenne lo stato di emergenza nazionale, applicando una politica fortemente autoritaria.
Nel 1972 Ahidjo abolì il regime federale, creando uno stato unico col nome Repubblica Unita del Camerun e capitale Yaoundé. A differenza di altri capi di Stato autoritari dell'Africa postcoloniale, Ahidjo non caratterizzò la propria politica in senso anti-occidentale, cosa che consentì al Camerun di mantenere un livello relativamente alto di stabilità politica e crescita economica, basata prima sull'agricoltura e poi (dagli anni settanta) sul petrolio.
Nel 1982 Ahidjo diede le dimissioni, designando come proprio successore (con la carica di Primo Ministro) Paul Biya, un alto funzionario di Stato di etnia Beti-Pahuin. In seguito, Ahidjo si pentì di questa scelta, e i suoi sostenitori tentarono di rovesciare il governo di Biya con un colpo di Stato, senza successo.
Nel 1984, con Biya ancora al potere, la nazione riprese il nome di Repubblica del Camerun. Biya è tuttora al governo, avendo indetto elezioni multipartitiche (per quanto discusse) nel 1992, nel 1997 e nel 2004. Appartiene al Movimento Democratico del Popolo Camerunese, CPDM.

## XXI secolo
Nel corso del XXI secolo si assiste invece a una cosiddetta crisi anglofona in Camerun.